# Думитру Чоти
Думитру Чоти (мъгленорумънски: Dumitru Ciotti, румънски: Dumitru Ciotti) е мъгленорумънски просветен деец, активист на румънската пропаганда сред арумъните и мъгленорумъните.

## Биография
Чоти е роден на 26 октомври 1885 година (според някои източници в 1882 година) в голямото македонско влашко (мъгленорумънско) село Люмница, тогава в Османската империя, днес в Гърция. След като завършва търговската гимназия в Солун през 1904 година, е назначен за учител в румънското училище в Люмница. В 1908 година участва в Младотурската революция.
След като Мъглен попада в Гърция в 1913 година, в 1915 година Чоти емигрира в Букурещ. Публикува поредица статии за положението на мъгленорумъните в родните им места във вестниците „Диминяца“, „Адевърул“, „Акция“ и „Молдова“. Чоти е сред най-пламенните поддръжници на емиграционното движение на мъгленорумъните в Румъния и колонизирането на Южна Добруджа. В 1927 година в Силистра е основател и директор на изданието „Ромънул“, пропаганден националистически орган, на чиито страници той публикува множество статии посветени на проблемите на румънците в окръзите Калиакра и Дуростор. Между 1941 и 1942 година е кмет на община Черна, заселена основно от мъгленорумъни. По-късно се установява в Кюстенджа, където умира в 1974 година.